# Atak rakietowy na stację kolejową w Czapłynem
Atak rakietowy na stację kolejową w Czapłynem – atak przeprowadzony przez wojska rosyjskie 24 sierpnia 2022 roku (Dzień Niepodległości Ukrainy) podczas inwazji Rosji na Ukrainę. Celem była stacja kolejowa i okolice w miejscowości Czapłyne w obwodzie dniepropetrowskim. 25 osób zginęło (w tym dwoje dzieci), a 31 zostało rannych.

## Przebieg wydarzeń

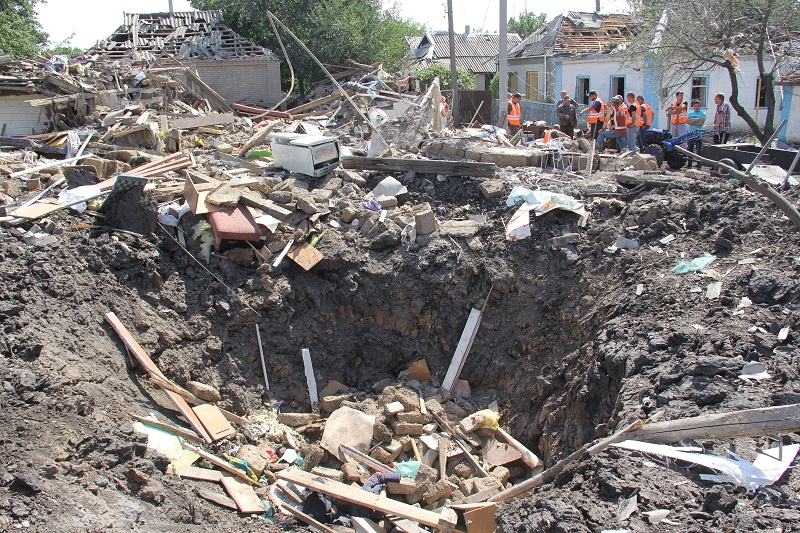
Krater powstały w wyniku ataku.

Czapłyne liczy około 3,5 tys. mieszkańców, znajduje się w rejonie synelnykowskim w obwodzie dniepropetrowskim, ok. 120 km na południowy wschód od Dniepru i 145 km od Doniecka. Przez stację kolejową w Czapłynem przebiegała trasa pociągu ewakuacyjnego z Pokrowska, zmierzającego następnie do Lwowa.
24 sierpnia 2022 roku Siły Zbrojne FR przeprowadziły pięć uderzeń rakietowych na miejscowość. W godzinach popołudniowych pierwsza rakieta trafiła w prywatny budynek mieszkalny, w wyniku czego pod gruzami znalazły się kobieta i dwóch chłopców w wieku 11 i 13 lat. Zginął 11-letni chłopiec, natomiast okoliczni mieszkańcy wyciągnęli spod gruzów kobietę i drugiego chłopca. Drugi pocisk uszkodził budynki gospodarcze na kolei. Kolejne rakiety trafiały bezpośrednio w stację i pociąg tam stojący, w wyniku czego zapaliło się pięć wagonów.
W nocy 25 sierpnia 2022 ratownicy kontynuowali gaszenie płomieni i prowadzili akcje poszukiwawcze. Według Kyryło Tymoszenki akcja poszukiwawczo-ratownicza zakończyła się rankiem tego samego dnia.

## Dochodzenie
Na miejscu znaleziono szczątki pocisków BM-30 Smiercz i S-300, z kolei w prywatny dom trafił pocisk Iskander. Przewodniczący dniepropietrowskiej rady obwodowej Mykoła Łukaszuk stwierdził, że był to ukierunkowany atak terrorystyczny na infrastrukturę cywilną i mieszkańców, ponieważ był to ostrzał z użyciem rakiet S-300 i Iskander. Jeśli S-300 mają duży zasięg, to Iskander jest nowoczesną bronią precyzyjną, która została stworzona, aby ominąć obronę przeciwlotniczą”.
Wydział śledczy Służby Bezpieczeństwa Ukrainy w obwodzie dniepropetrowskim wszczął postępowanie karne o naruszenie praw i zwyczajów wojennych (część 2 art. 438 Kodeksu Karnego Ukrainy). Postępowanie karne prowadziła prokuratura obwodu dniepropietrowskiego.
Dziennikarka Associated Press, która odwiedziła miejsce ataku, powiedziała, że nie było żadnych oznak, aby wśród zabitych byli ukraińscy żołnierze. Według ekspertów, gdyby celem była ludność cywilna, ostrzał mógłby zostać uznany za zbrodnię wojenną.

## Ofiary
Początkowo podano, że w wyniku ostrzału zginęło co najmniej 15 osób, a 50 zostało rannych. Po 22:00 prezydent Zełenski poinformował, że bilans zabitych wzrósł do 22 osób; pięć osób spaliło się żywcem w swoim samochodzie (w tym 6-letnie dziecko). Nad ranem 25 sierpnia zastępca szefa biura prezydenta Kyryło Tymoszenko poinformował, że w wyniku ostrzału dzielnicy mieszkaniowej i dworca kolejowego zginęło 25 osób, w tym dwoje dzieci; 31 osób zostało rannych. Obwodowa szefowa zdrowia Tatiana Kwitnicka powiedziała, że wśród rannych było czworo dzieci, w tym troje było w stanie ciężkim. Wśród zabitych było trzech pracowników kolei, a czterech zostało rannych.

## Reakcje
- Prezydent Wołodymyr Zełenski podczas przemówienia w ONZ stwierdził: „Płoną cztery samochody osobowe. W tej chwili co najmniej 15 osób zginęło, a około 50 zostało rannych. Ratownicy pracują, lecz niestety liczba zabitych może wzrosnąć. Tak żyjemy na co dzień. Tak Rosja przygotowywała się do tego posiedzenia Rady Bezpieczeństwa ONZ”[17][18].
- Rosyjskie Ministerstwo Obrony przyznało się do ataku, jednak stwierdziło, że „w wyniku bezpośredniego trafienia rakietą Iskander w pociąg na stacji kolejowej Czapłyne w obwodzie dniepropetrowskim zniszczono ponad 200 żołnierzy rezerwy Sił Zbrojnych Ukrainy i 10 jednostek sprzętu wojskowego, zmierzającego do strefy walk w Donbasie”[4][19].
- Sekretarz stanu USA Antony Blinken napisał na Twitterze: „Uderzenie rakietowe Rosji na stację kolejową pełną cywilów na Ukrainie wpisuje się w schemat okrucieństw. Będziemy wraz z partnerami z całego świata, wspierać Ukrainę i szukać odpowiedzialnych za popełniane zbrodnie”[20][21].
- Wysoki przedstawiciel UE ds. zagranicznych i polityki bezpieczeństwa Josep Borrell powiedział, że „UE zdecydowanie potępia kolejny straszliwy atak Rosji na ludność cywilną w Czapłynem w Dzień Niepodległości Ukrainy. Winni rosyjskiego terroru rakietowego zostaną postawieni przed sądem”[22][23].